# Bất đẳng thức Schur
Bất đẳng thức Schur được phát biểu như sau:
Cho {\displaystyle a,b,c,t} là các số thực không âm. Chứng minh rằng: {\displaystyle \sum \limits _{cyc}a^{t}(a-b)(a-c)\geqslant 0.}
Dấu đẳng thức xảy ra khi và chỉ khi {\displaystyle a=b=c} hoặc hai trong số chúng bằng nhau và số còn lại bằng {\displaystyle 0}
Ngoài ra khi {\displaystyle t} là một số nguyên dương chẵn thì bất đẳng thức trên đúng với mọi số thực {\displaystyle a,\,b,\,c}

## Chứng minh
Do vai trò của {\displaystyle a,\,b,\,c} trong bài toán này là đối xứng nên không mất tính tổng quát, ta giả sử {\displaystyle a\geqslant b\geqslant c}.
Trường hợp {\displaystyle t\geq 0}, biến đổi vế trái của bất đẳng thức để được:
{\displaystyle \left(a-b\right)\left[a^{t}\left(a-c\right)-b^{t}\left(b-c\right)\right]+c^{t}\left(c-a\right)\left(c-b\right)\geqslant 0}
Điều trên hiển nhiên đúng vì mọi số hạng của vế trái đều không âm.
Trường hợp {\displaystyle t<0}, tương tự:
{\displaystyle \left(b-c\right)\left[c^{t}\left(a-c\right)-b^{t}\left(a-b\right)\right]+a^{t}\left(a-b\right)\left(a-c\right)\geqslant 0}
Chứng minh đặc biệt với trường hợp {\displaystyle r=1} thì:
Xét trường hợp {\displaystyle b=0,\,c=0} thì bất đẳng thức đã cho tương đương với: {\displaystyle a^{3}\geqslant 0} hay {\displaystyle a\geqslant 0} (hiển nhiên đúng!)

Xét trường hợp {\displaystyle b+c>0} và biến đổi vế trái của bất đẳng thức để được:
{\displaystyle a\left(a-b\right)\left(a-c\right)+b\left(b-c\right)\left(b-a\right)+c\left(c-a\right)\left(c-b\right)={\frac {\left(a-b\right)^{2}ab+\left(a-c\right)^{2}ac+\left(b-c\right)^{2}\left(a-b-c\right)^{2}}{b+c}}\geqslant 0}

## Mở rộng
Tổng quát hóa bất đẳng thức Schur: Với {\displaystyle x,\,y,\,z} là các số thực không âm, khi đó với {\displaystyle x\geqslant y\geqslant z} và {\displaystyle a\geqslant b\geqslant c} thì:
{\displaystyle x\left(a-b\right)\left(a-c\right)+y\left(b-c\right)\left(b-a\right)+z\left(c-a\right)\left(c-b\right)\geqslant 0}